# Low Luminosity Gamma Ray Burst
Low Luminosity Gamma Ray Bursts (kurz llGRB) sind astronomische Gammastrahlenausbrüche mit einer ungewöhnlich geringen Leuchtkraft von 1046 bis 1049 erg/s und damit wenigstens hundertmal schwächer als andere lange GRBs. Weiterhin ist ihr Helligkeitsverlauf und die spektrale Entwicklung untypisch für Gamma Ray Bursts, weshalb sie wahrscheinlich durch einen anderen Mechanismus erzeugt werden.

## Eigenschaften
Die bisher beobachteten Low Luminosity Gamma Ray Bursts zeigen die folgenden Eigenschaften:
- Die Dauer T90, in der 90 Prozent der emittierten Strahlung empfangen werden, beträgt mehr als 10 Sekunden und weniger als einige Stunden. Sie liegt damit im Bereich der langen GRBs
- Die Leuchtkraft liegt im Bereich von 1046 bis 1049 erg/s und damit wenigstens zwei Größenordnungen unterhalb der normaler Gamma Ray Bursts. Dementsprechend kann diese Unterart der GRBs nur im lokalen Universum beobachtet werden
- Im Gegensatz zu den Lichtkurven normaler Gamma Ray Bursts zeigt sich bei llGRB ein glatter Verlauf mit nur einem Maximum
- Das Spektrum der Gammastrahlung ist ungewöhnlich weich (Gammastrahlung mit niedriger Energie)
- Die llGRBs treten häufig, aber nicht immer zusammen mit einer Supernova am Ort der Explosion auf
- Alle llGRBs zeigen nach einigen Tagen bis Wochen ein Nachleuchten im Bereich der Radiostrahlung

## Interpretationen
Normale Gamma Ray Bursts werden im Zusammenhang mit stellaren Jets als stark gerichtete Ausströmungen von Materie und elektromagnetischer Strahlung interpretiert. Die Häufigkeit der llGRBs pro Volumen ist so groß, dass es sich nicht um Jets handeln kann, da dies die beobachtete Rate von Stripped-Envelope Supernova am Ort der GRBs überschreiten würde. Damit entstehen die Low Luminosity Gamma Ray Bursts nicht nach dem Kollapsar-Modell, welches die führende Hypothese für lange GRBs ist. Als alternatives Modell wird ein fehlgeschlagener Jet in Kombination mit einem Supernova Shock Breakout diskutiert. llGRBs könnten eine Quelle für die kosmische Strahlung hoher Energie im Bereich bis 1020 Elektronenvolt sein.

## Beispiele
- GRB 980425
- GRB 031203
- GRB 060218
- GRB 100316D